# Cronologia da temporada de furacões no Pacífico de 2008
Abaixo está a cronologia da temporada de furacões no Pacífico de 2008, documentando todas as formações de tempestade, incluindo as transformações (fortalecimento, enfraquecimento, dissipação, transição para extratropical). Também é documentado aqui o momento em que uma tempestade atinge terras emersas. A temporada de furacões no Pacífico de 2008 oficialmente começou em 15 de Maio de 2008 e terminou em 30 de Novembro. Para conveniência e claridade, na lista abaixo, todas as vezes que uma tempestade atingir terras emersas, será destacado aqui em negrito.
O gráfico abaixo indica de forma clara a intensidade e a duração de cada tempestade em relação à temporada.

## Cronologia das tempestades

### Maio
15 de Maio

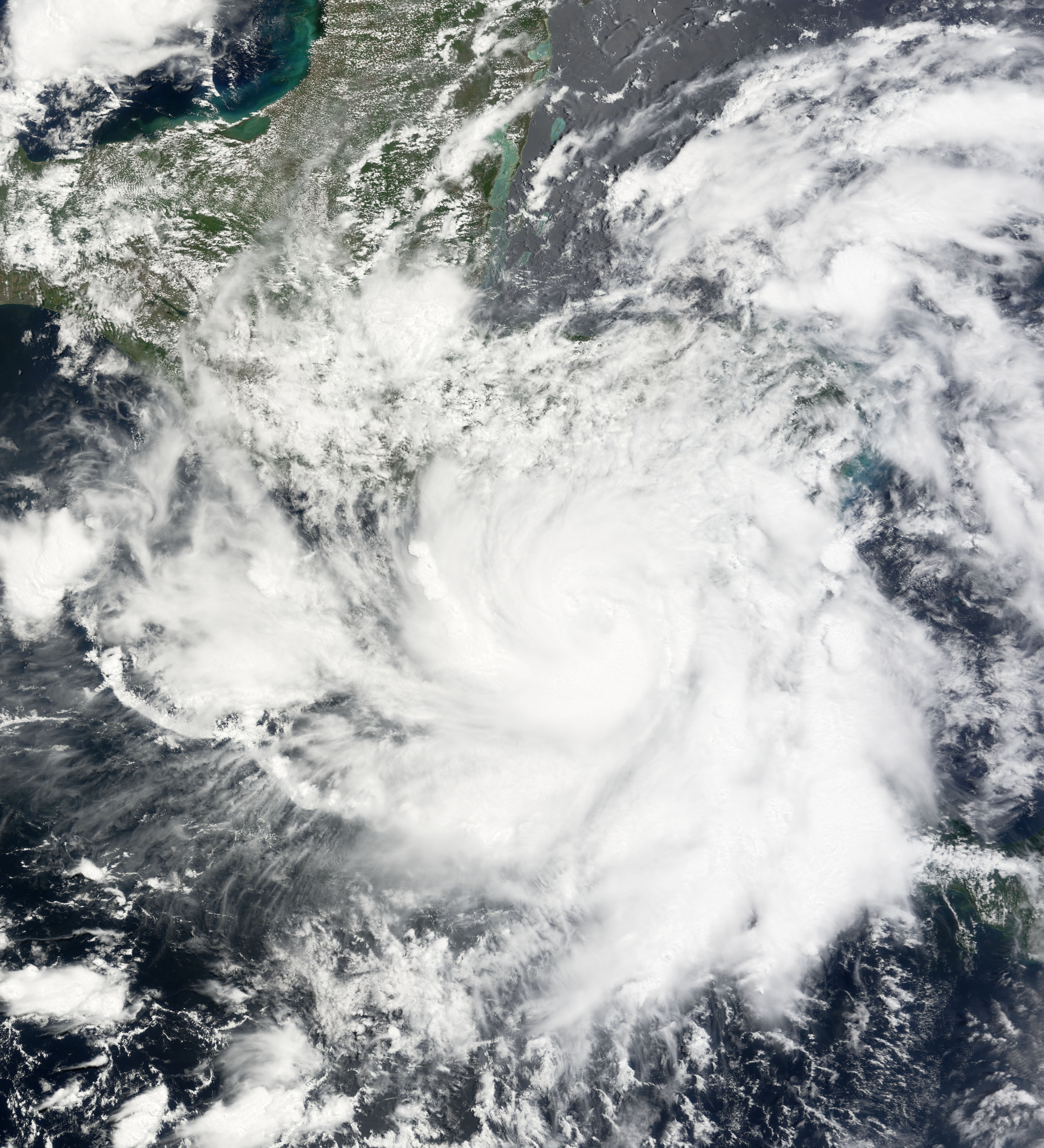
A tempestade tropical Alma perto de seu pico de intensidade, pouco antes de atingir a costa pacífica da Nicarágua

- 04:00 (UTC): A temporada de furacões no Pacífico de 2008 começa oficialmente na bacia do Pacífico nordeste.

29 de Maio
- 03:00 (UTC): Forma-se, a 165 km a oeste de Cabo Blanco, Costa Rica, a depressão tropical 01E.
- 15:00 (UTC): A depressão tropical 01E torna-se a tempestade tropical Alma a 85 km a sudoeste de Manágua, Nicarágua.
- 21:00 (UTC): A tempestade tropical Alma faz landfall na costa Pacífica da Nicarágua, perto de León, com ventos máximos sustentados de 100 km/h.

30 de Maio
- 09:00 (UTC): A tempestade tropical Alma enfraquece-se para uma depressão tropical a 75 km a noroeste de Tegucigalpa, Honduras.
- 15:00 (UTC): O NHC emite aviso final sobre a depressão tropical Alma em enfraquecimento.

### Junho
1 de Junho
- 10:00 (UTC): Começa oficialmente a temporada de furacões no Pacífico na bacia do Pacífico central.

27 de Junho
- 09:00 (UTC): Forma-se, a 1.220 km a sul de Cabo San Lucas, México, a depressão tropical Dois-E.[1]
- 15:00 (UTC): A depressão tropical Dois-E torna-se a tempestade tropical Boris a cerca de 1.145 km ao sul de Cabo San Lucas, México.[2]
- 21:00 (UTC): Forma-se, a 1.730 km a sudoeste de Cabo San Lucas, México, a depressão tropical Três-E.[3]

28 de Junho
- 15:00 (UTC): A depressão tropical Três-E torna-se a tempestade tropical Cristina a cerca de 1.795 km a sudoeste de Cabo San Lucas, México.[4]

30 de Junho
- 15:00 (UTC): A tempestade tropical Cristina enfraquece-se para uma depressão tropical.[5]

### Julho
1 de Julho

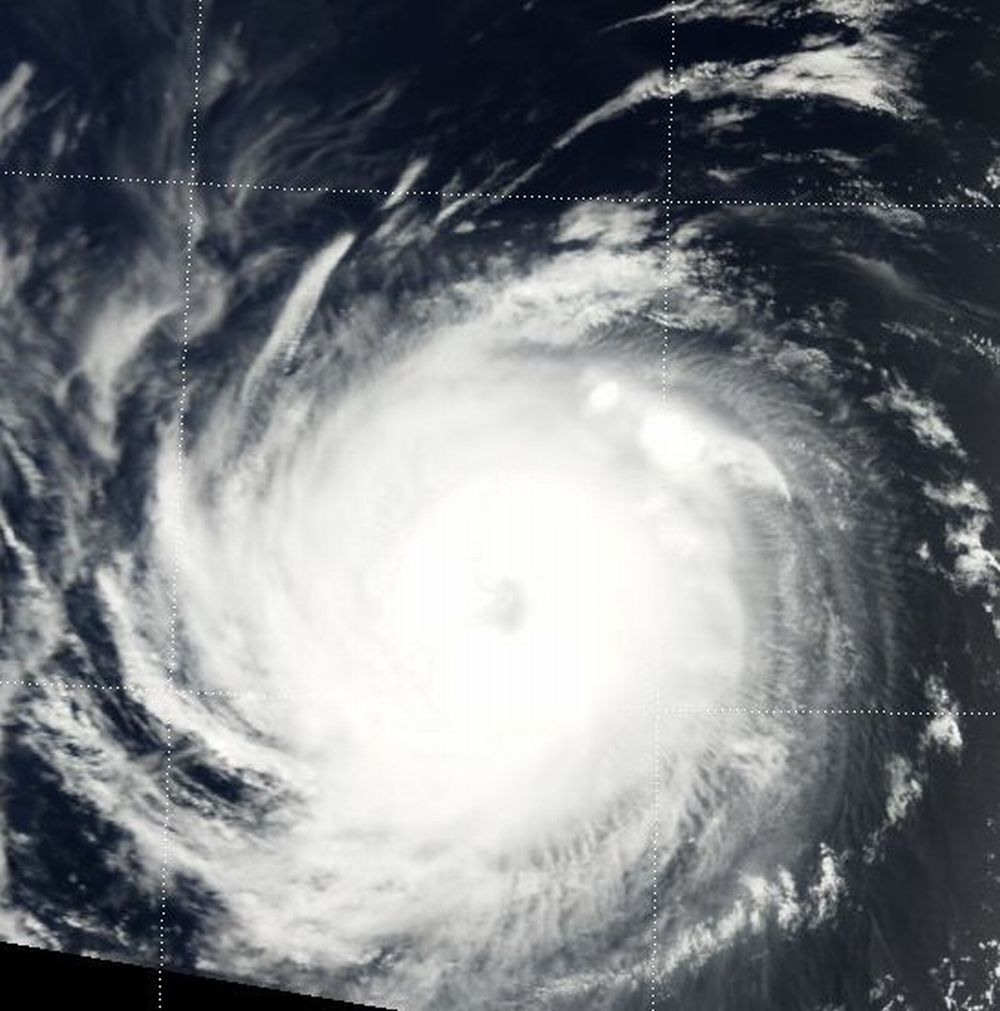
O furacão Elida perto de seu pico de intensidade

- 03:00 (UTC): A depressão tropical Cristina degenera-se numa área de baixa pressão remanescente e o NHC emite seu aviso final sobre o sistema.[6]
- 09:00 (UTC): A tempestade tropical Boris torna-se o furacão Boris a cerca de 1.765 km a oeste-sudoeste de Cabo San Lucas, México.[7]
- 15:00 (UTC): O furacão Boris enfraquece-se para uma tempestade tropical.[8]

2 de Julho
- 03:00 (UTC): Forma-se, a cerca de 450 km a sudoeste de Manzanillo, México, a depressão tropical Quatro-E.[9]
- 09:00 (UTC): A tempestade tropical Boris torna-se novamente o furacão Boris a cerca de 1.905 km a oeste-sudoeste de Cabo San Lucas, México.[10]
- 15:00 (UTC): A depressão tropical Quatro-E torna-se a tempestade tropical Douglas a cerca de 395 km a oeste-sudoeste de Manzanillo, México.[11]
- 21:00 (UTC): O furacão Boris enfraquece-se para a tempestade tropical Boris a cerca de 1.985 km a oeste-sudoeste de Cabo San Lucas, México.[12]

3 de Julho
- 15:00 (UTC): A tempestade tropical Douglas enfraquece-se para uma depressão tropical a cerca de 315 km a sul de Cabo San Lucas, México.[13]

4 de Julho
- 03:00 (UTC): A tempestade tropical Boris enfraquece-se para uma depressão tropical a cerca de 2.235 km a oeste-sudoeste de Cabo San Lucas, México.[14]

 : A depressão tropical Douglas degenera-se para uma área de baixa pressão remanescente a cerca de 250 km a sul-sudoeste de Cabo San Lucas, México, e o NHC emite seu aviso final sobre o sistema.
- 09:00 (UTC): A depressão tropical Boris degenera-se para uma área de baixa pressão remanescente a cerca de 2.285 km a oeste-sudoeste de Cabo San Lucas, México, e o NHC emite seu aviso final sobre o sistema.[16]

5 de Julho
- 21:00 (UTC): Forma-se, a 245 km a sul-sudeste de Acapulco, México, a depressão tropical Cinco-E.[17]

7 de Julho
- 03:00 (UTC): A depressão tropical Cinco-E faz landfall na costa pacífica do México, a cerca de 15 km a leste de Lázaro Cárdenas.[18]
- 09:00 (UTC): O NHC emite seu aviso final sobre a depressão tropical Cinco-E, que se dissipa sobre o sudoeste do México.[19]

12 de Julho
- 05:00 (UTC): Forma-se, a cerca de 380 km ao sul de Puerto Angel, México, a depressão tropical Seis-E.[20]
- 09:00 (UTC): A depressão tropical Seis-E torna-se a tempestade tropical Elida a cerca de 355 km ao sul de Puerto Angel, México.[21]

14 de Julho
- 09:00 (UTC): A tempestade tropical Elida torna-se o furacão Elida a cerca de 535 km a sul-sudoeste de Cabo Corrientes, México.[22]

16 de Julho
- 09:00 (UTC): Forma-se, a cerca de 905 km a sudeste de Acapulco, México, a depressão tropical Sete-E.[23]
- 21:00 (UTC): A depressão tropical Sete-E torna-se a tempestade tropical Fausto a cerca de 625 km ao sul de Acapulco, México.[24]

 : O furacão Elida fortalece-se para um furacão de Categoria 2 a cerca de 1.055 km a sudoeste de Cabo San Lucas, México.
17 de Julho
- 21:00 (UTC): O furacão Elida enfraquece-se para um furacão de categoria 1 a cerca de 1.535 km a oeste-sudoeste de Cabo San Lucas, México.[26]

18 de Julho
- 09:00 (UTC): O furacão Elida enfraquece-se para uma tempestade tropical a cerca de 1.775 km a oeste-sudoeste de Cabo San Lucas, México.[27]

- 15:00 (UTC): A tempestade tropical Fausto fortalece-se para o furacão Fausto a cerca de 720 km a sudoeste de Manzanillo, México.[28]

19 de Julho
- 09:00 (UTC): A tempestade tropical Elida enfraquece-se para uma depressão tropical a cerca de 2.270 km a oeste de Cabo San Lucas, México.[29]
- 21:00 (UTC): O NHC emite seu aviso final sobre a depressão tropical Elida a cerca de 2.520 a oeste de Cabo San Lucas, México.[30]

21 de Julho
- 15:00 (UTC): Forma-se, a cerca de 400 km a sul-sudoeste de Acapulco, México, a depressão tropical Oito-E.[31]

- 21:00 (UTC): O furacão Fausto enfraquece-se para a tempestade tropical Fausto a cerca de 885 km a oeste-sudoeste de Cabo San Lucas, México.[32]

 : A depressão tropical Oito-E torna-se a tempestade tropical Genevieve a cerca de 440 km a sudoeste de Acapulco, México.
22 de Julho
- 21:00 (UTC): A tempestade tropical Fausto enfraquece-se para a depressão tropical Fausto a cerca de 1.215 km a oeste de Cabo San Lucas, México, e o NHC emite seu aviso final sobre o sistema.[34]

25 de Julho
- 15:00 (UTC): A tempestade tropical Genevieve torna-se o furacão Genevieve a cerca de 945 km a sudoeste de Cabo San Lucas, México.[35]

26 de Julho
- 09:00 (UTC): O furacão Genevieve enfraquece-se para uma tempestade tropical a cerca de 1.155 km a oeste-noroeste de Cabo San Lucas, México.[36]

27 de Julho
- 09:00 (UTC): A tempestade tropical Genevieve enfraquece-se para a depressão tropical Genevieve a cerca 1.475 km a oeste-sudoeste de Cabo San Lucas, México.[37]
- 15:00 (UTC): O NHC emite seu aviso final sobre a depressão tropical Genevieve a cerca de 1.700 km a oeste-sudoeste de Cabo San Lucas, México.[38]

### Agosto
6 de Agosto

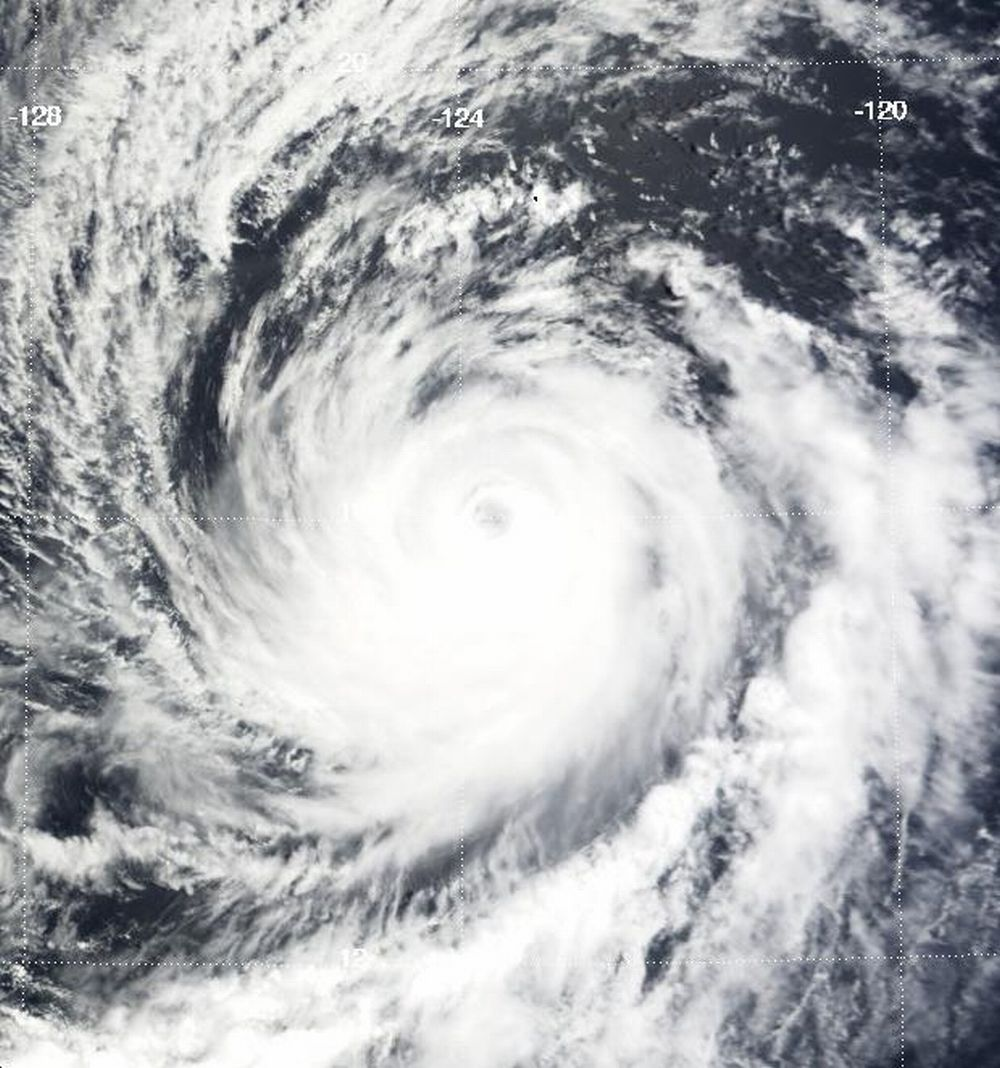
O furacão Hernan em 9 de agosto

- 21:00 (UTC): Forma-se, a cerca de 1.130 km ao sul de Cabo San Lucas, México, a depressão tropical Nove-E.[39]

7 de Agosto
- 03:00 (UTC): Forma-se, a cerca de 1.370 km a sudeste de Hilo, Havaí, a depressão tropical Um-C.[40]

 : A depressão tropical Nove-E torna-se a tempestade tropical Hernan a cerca de 1.050 km a sul-sudeste de Cabo San Lucas, México.
- 09:00 (UTC): A depressão tropical Um-C torna-se a tempestade tropical Kika a cerca de 1.300 km a sudeste de Hilo, Havaí.[42]

8 de Agosto
- 15:00 (UTC): A tempestade tropical Hernan torna-se o furacão Hernan a cerca de 1.390 km a sudoeste de Cabo San Lucas, México.[43]
- 21:00 (UTC): A tempestade tropical Kika enfraquece-se para a depressão tropical Kika a cerca de 975 km a sul-sudeste de Honolulu, Havaí.[44]

9 de Agosto
- 09:00 (UTC): A depressão tropical Kika volta a se fortalecer para a tempestade tropical Kika a cerca de 775 km a sul de Honolulu, Havaí.[45]

 : O furacão Hernan fortalece-se para um furacão de categoria 2 a cerca de 1.565 km a oeste-sudoeste de Cabo San Lucas, México.
- 15:00 (UTC): O furacão Hernan torna-se o primeiro furacão maior da temporada de furacões no Pacífico de 2008, alcançando a intensidade de um furacão de categoria 3 a cerca de 1.615 km a oeste-sudoeste de Cabo San Lucas, México.[47]

10 de Agosto
- 09:00 (UTC): O furacão Hernan enfraquece-se para um furacão de categoria 2 a cerca de 1.760 km a oeste-sudoeste de Cabo San Lucas, México.[48]
- 15:00 (UTC): O furacão Hernan enfraquece-se para um furacão de categoria 1 a cerca de 1.835 km a oeste-sudoeste de Cabo San Lucas, México.[49]

11 de Agosto
- 03:00 (UTC): A tempestade tropical Kika volta a se enfraquecer para a depressão tropical Kika a cerca de 875 km a sudeste do Atol de Johnston.[50]
- 21:00 (UTC): O furacão Hernan enfraquece-se para a tempestade tropical Hernan a cerca de 2.250 km a oeste de Cabo San Lucas, México.[51]

12 de Agosto
- 09:00 (UTC): A depressão tropical Kika degenera-se numa área de baixa pressão remanescente a cerca de 645 km a sul-sudoeste do Atol de Johnston e o CPHC emite seu último aviso sobre o sistema.[52]

13 de Agosto
- 03:00 (UTC): A tempestade tropical Hernan enfraquece-se para uma depressão tropical a cerca de 2.140 km a leste de Hilo, Havaí, e o NHC emite seu aviso final sobre o sistema.[53]
- 15:00 (UTC): Forma-se, a cerca de 340 km a sul-sudoeste de Manzanillo, México, a depressão tropical Dez-E.[54]
- 21:00 (UTC): A depressão tropical Dez-E torna-se a tempestade tropical Iselle a cerca de 370 km a sudoeste de Manzanillo, México.[55]

16 de Agosto
- 03:00 (UTC): A tempestade tropical Iselle enfraquece-se para uma depressão tropical a cerca de 500 km a sul-sudoeste de Cabo San Lucas, México.[56]

17 de Agosto
- 03:00 (UTC): A depressão tropical Iselle degenera-se para uma área de baixa pressão remanescente a cerca de 560 km a sul-sudoeste de Cao San Lucas, México, e o NHC emite seu aviso final sobre o sistema.[57]

23 de Agosto
- 15:00 (UTC): Forma-se, a cerca de 555 km a sul-sudeste de Cabo San Lucas, México, a depressão tropical Onze-E.[58]
- 21:05 (UTC): A depressão tropical Onze-E torna-se a tempestade tropical Julio a cerca de 405 km a sul-sudeste de Cabo San Lucas, México.[59]

25 de Agosto
- 19:00 (UTC): A tempestade tropical Julio faz landfall na costa oeste da Península da Baixa Califórnia com ventos máximos sustentados de 85 km/h.[60]

26 de Agosto
- 03:00 (UTC): A tempestade tropical Julio enfraquece-se para a depressão tropical Julio a cerca de 85 km a borte-noroeste de Santa Rosalía, México.[61]
- 15:00 (UTC): A depressão tropical Julio degenera-se numa área de baixa pressão remanescente a cerca de 155 km a oeste-noroeste de Guaymas, México, e o NHC emite seu aviso final sobre o sistema.[61]

### Setembro
2 de Setembro

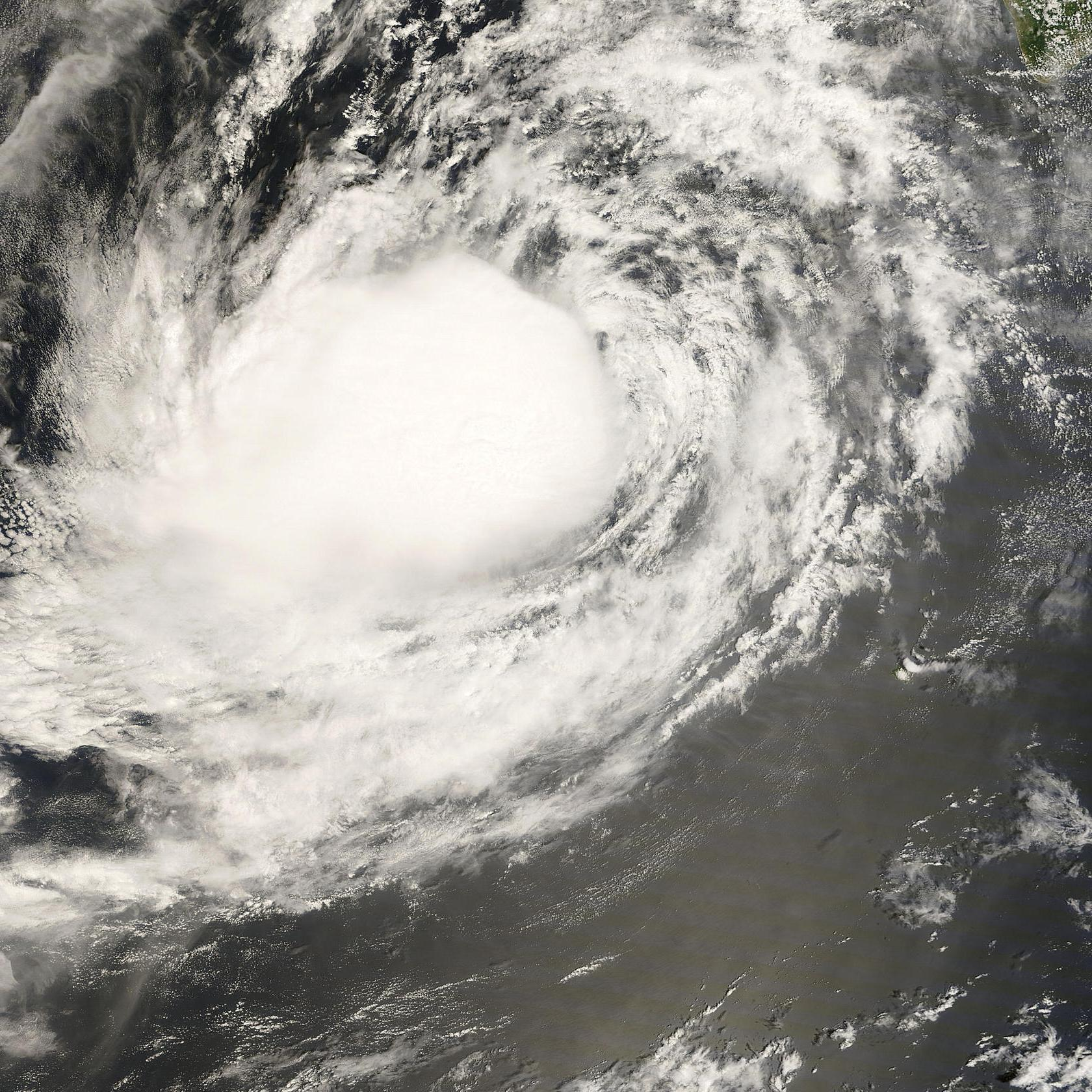
A tempestade tropical Lowell em 9 de setembro

- 16:00 (UTC): Forma-se, a cerca de 425 km a sul-sudoeste de Cabo San Lucas, México, a tempestade tropical Karina.[62]

3 de Setembro
- 03:00 (UTC): A tempestade tropical Karina enfraquece-se para a depressão tropical Karina a cerca de  450 km a sudoeste de Cabo San Lucas, México.[63]
- 21:00 (UTC): A depressão tropical Karina degenera-se para uma área de baixa pressão remanescente a cerca de 520 km a sudoeste de Cabo San Lucas, México, e o NHC emite seu aviso final sobre o sistema.[64]

7 de Setembro
- 03:00 (UTC): Forma-se a cerca de 430 km a sul-sudoeste de Manzanillo, México, a tempestade tropical Lowell.[65]

10 de Setembro
- 09:00 (UTC): A tempestade tropical Lowell enfraquece-se para uma depressão tropical a cerca de 310 km a oeste-sudoeste de Cabo San Lucas, México.[66]

11 de Setembro
- 09:00 (UTC): A depressão tropical Lowell faz landfall na península da Baixa Califórnia, perto de Cabo San Lucas, México, com ventos máximos sustentados de 45 km/h.[67]

12 de Setembro
- 03:00 (UTC): A depressão tropical Lowell faz landfall na costa pacífica do México, perto de Los Mochis, com ventos máximos sustentados de 35 km/h ao mesmo tempo em que se degenera para uma área de baixa pressão remanescente e ao mesmo tempo em que o NHC emite seu aviso final sobre o sistema.[68]

### Outubro
1 de Outubro

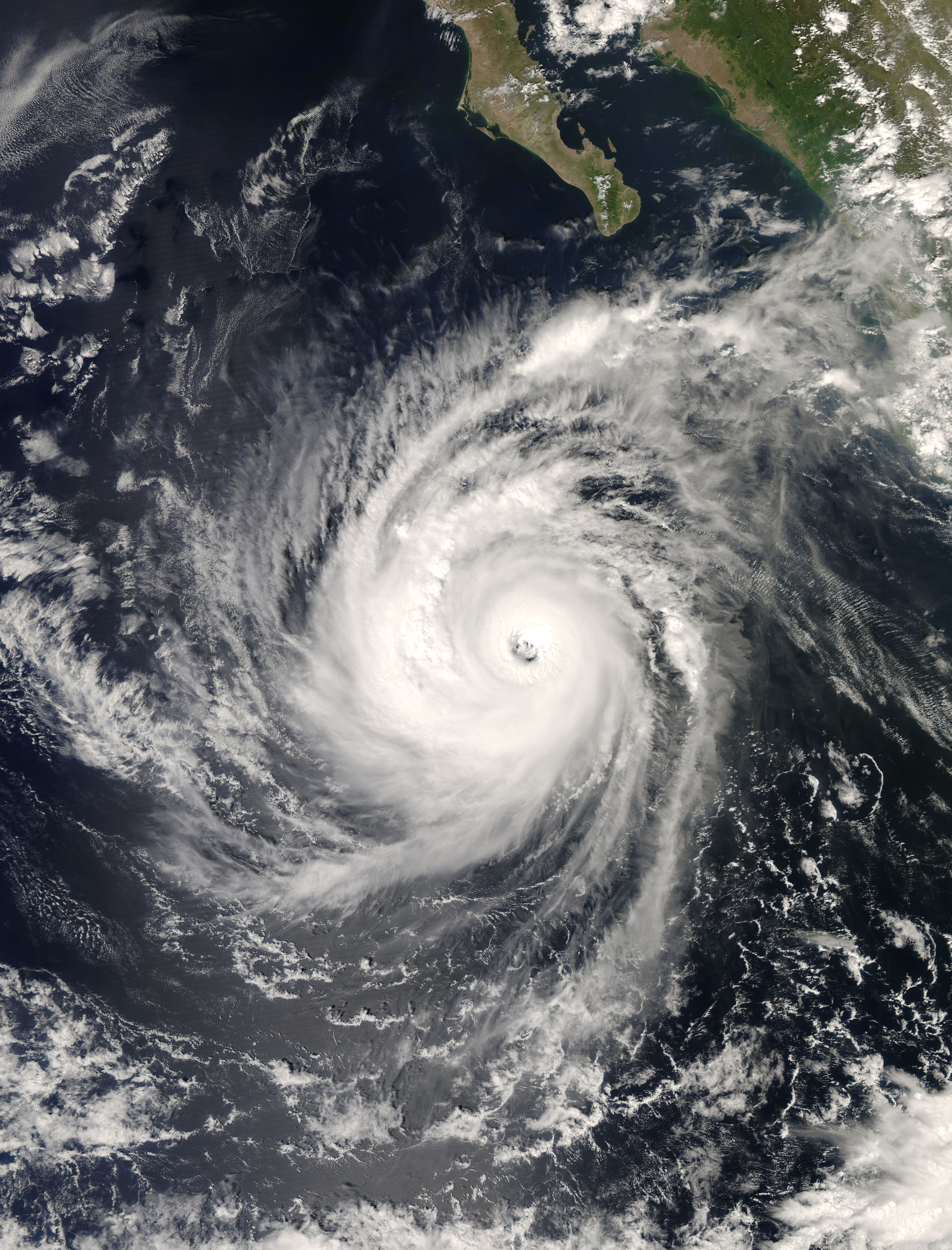
O furacão Norbert perto de seu pico de intensidade

- 09:00 (UTC): Forma-se, a cerca de 950 km a sudoeste do Cabo San Lucas, México, a depressão tropical Catorze-E.[69]
- 15:00 (UTC): A depressão tropical Catorze-E torna-se a tempestade tropical Marie a cerca de 980 km a sudoeste do Cabo San Lucas, México.[70]

3 de Outubro
- 21:00 (UTC): A tempestade tropical Marie se fortalece para o furacão Marie a cerca de 1.410 km a oeste-sudoeste de Cabo San Lucas, México.[71]

4 de Outubro
- 03:00 (UTC): Forma-se, a cerca de 370 km a sul de Acapulco, México, a depressão tropical Quinze-E.[72]
- 21:00 (UTC): O furacão Marie enfraquece-se para a tempestade tropical Marie a cerca de 1.370 km a oeste-sudoeste de Cabo San Lucas, México.[73]

5 de Outubro
- 03:00 (UTC): A depressão tropical Quinze-E se fortalece para a tempestade tropical Norbert a cerca de 395 km a sul de Zihuatanejo, México.[74]

6 de Outubro
- 15:00 (UTC): A tempestade tropical Marie enfraquece-se para a depressão tropical Marie a cerca de 1.480 km a oeste-sudoeste de Cabo San Lucas, México.[75]
- 21:00 (UTC): O NHC emite seu aviso final sobre a depressão tropical Marie assim que o sistema se degenera para uma área de baixa pressão remanescente a cerca de 1.500 km a oeste-sudoeste de Cabo San Lucas, México.[76]

7 de Outubro
- 03:00 (UTC): A tempestade tropical Norbert se fortalece para o furacão Norbert a cerca de 510 km a sul-sudoeste de Manzanillo, México.[77]

8 de Outubro
- 03:00 (UTC): O furacão Norbert intensifica-se para um furacão de categoria 2 a cerca de 805 km ao sul de Cabo San Lucas, México.[78]
- 09:00 (UTC): O furacão Norbert torna-se um furacão "maior" de categoria 3 a cerca de 755 km ao sul de Cabo San Lucas, México.[79]
- 21:00 (UTC): O furacão Norbert intensifica para um furacão de categoria 4 a cerca de 715 km ao sul de Cabo San Lucas, México.[80]
- 21:00 (UTC): Forma-se, a cerca de 255 km a sudoeste de San Salvador, El Salvador, a depressão tropical Dezesseis-E.[81]

9 de Outubro
- 09:00 (UTC): A depressão tropical Dezesseis-E fortalece-se para a tempestade tropical Odile a cerca de 505 km a sudeste de Puerto Ángel, México.[82]
- 09:00 (UTC): O furacão Norbert enfraquece-se para um furacão de categoria 3 a cerca de 660 km a sul-sudoeste de Cabo San Lucas, México.[83]
- 21:00 (UTC): O furacão Norbert enfraquece-se para um furacão de categoria 1 a cerca de 600 km a sul-sudoeste de Cabo San Lucas, México.[84]

10 de Outubro
- 15:00 (UTC): O furacão Norbert volta a se intensificar para um furacão de categoria 2 a cerca de 445 km a sudoeste de Cabo San Lucas, México.[85]

11 de Outubro
- 16:30 (UTC): O furacão Norbert faz seu primeiro landfall perto de Puerto Charley, península da Baixa Califórnia, México, com ventos de até 165 km/h.[86]

12 de Outubro
- 00:00 (UTC): O furacão Norbert enfraquece-se para um furacão de categoria 1 a cerca de 115 km a leste-sudeste de Loreto, México.[87]
- 04:00 (UTC): O furacão Norbert faz seu segundo e último landfall na costa continental noroeste do México, no extremo sul do estado de Sonora, com ventos de até 140 km/h.[88]
- 09:00 (UTC): O furacão Norbert enfraquece-se para uma tempestade tropical a cerca de 225 km a sudoeste de Chihuahua, México.[89]
- 15:00 (UTC): A tempestade tropical Odile se enfraquece para uma depressão tropical a cerca de 140 km a oeste-noroeste de Manzanillo, México.[90]
- 15:00 (UTC): A tempestade tropical Norbert enfraquece-se para uma depressão tropical a cerca de 110 km ao norte de Chihuahua, México, e o NHC emite seu aviso final sobre o sistema.[91]
- 21:00 (UTC): A depressão tropical Odile degenera-se para uma área de baixa pressão remanescente a cerca de 30 km a sudoeste de Manzanillo, México, e o NHC emite seu aviso final sobre o sistema.[92]

23 de Outubro
- 16:15 (UTC): Forma-se, a cerca de 660 km ao sul de manzanillo, México, a depressão tropical Dezessete-E.[93]

24 de Outubro
- 21:00 (UTC): A depressão tropical Dezessete-E degenera-se para uma área de baixa pressão remanescente a cerca de 475 km a sudoeste de Manzanillo, México, e o NHC emite seu aviso final sobre o sistema.[94]

### Novembro
2 de Novembro

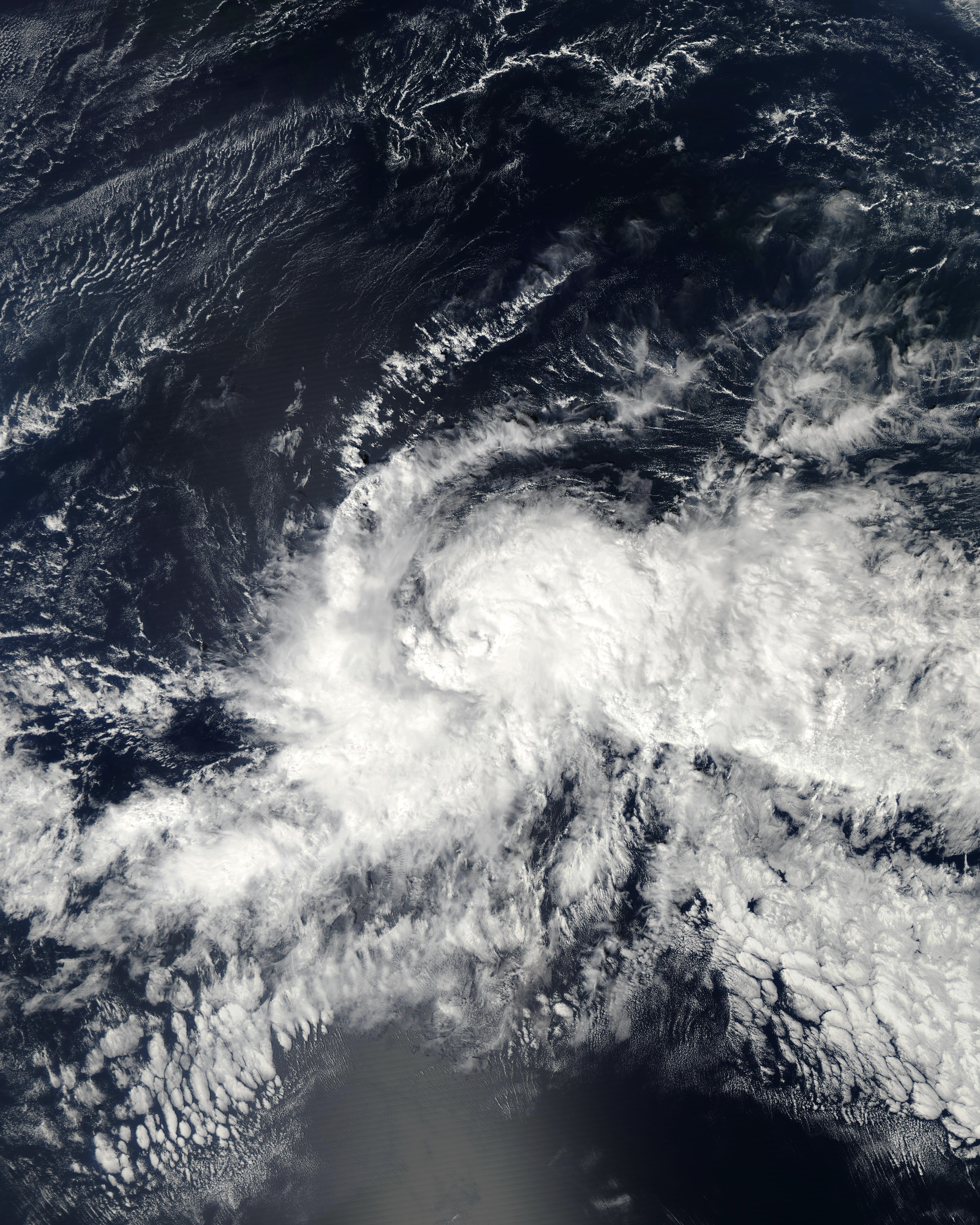
A tempestade tropical Polo em 2 de novembro

- 21:00 (UTC): Forma-se, a cerca de 1.590 km ao sul de Cabo San Lucas, México, a depressão tropical Dezoito-E.[95]

3 de Novembro
- 03:00 (UTC): A depressão tropical Dezoito-E torna-se a tempestade tropical Polo a cerca de 1.565 km ao sul de Cabo San Lucas, México.[96]

5 de Novembro
- 03:00 (UTC): A tempestade tropical Polo se enfraquece para uma depressão tropical a cerca de 1.830 km a sudoeste de Cabo San Lucas, México.[97]